# Травертин

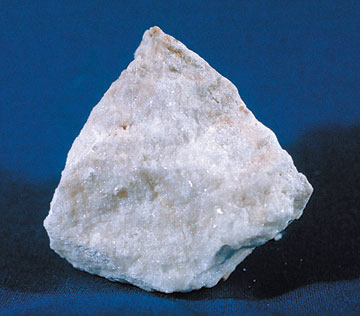
Травертин

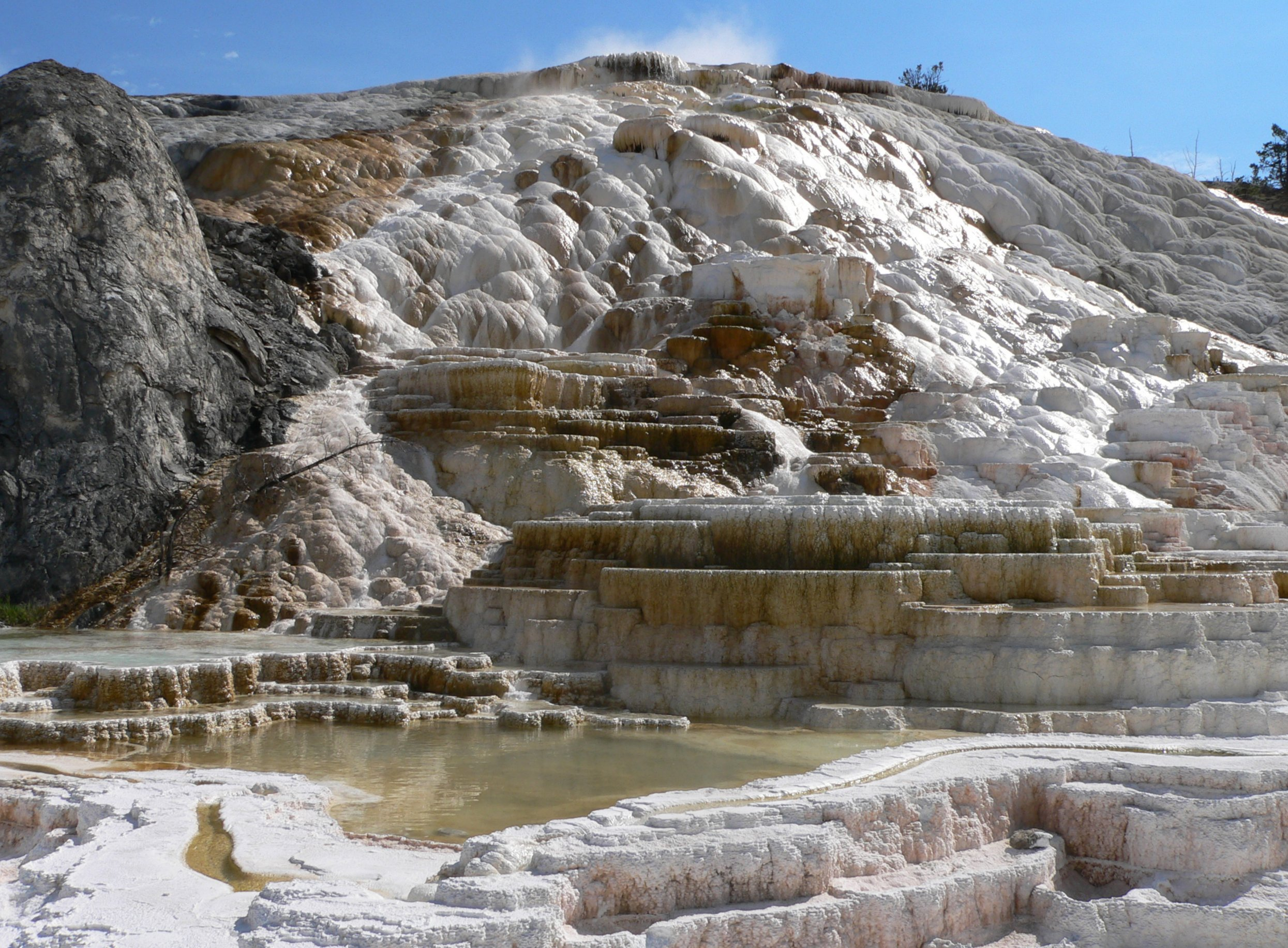
Травертиновые террасы. Йеллоустонский национальный парк, США

Траверти́н (от фр. travertine, итал. travertino, лат. lapis tiburtinus — тибурский камень) — известковый туф, поликристаллическая хрупкая тонкозернистая гомогенная горная порода, образованная минералами карбоната кальция (в основном арагонит с меньшей долей кальцита), известковые отложения углекислых источников. Поддаётся шлифованию и полированию. В I веке до н. э. травертин был известен под именем lapis tiburtinus (камень из Тибура).
Образуется в результате осаждения карбоната кальция из воды углекислых источников. Также выделяется из подземных вод в пещерах, образуя сталактиты и сталагмиты. Травертин образуется в результате удаления из растворов, содержащих растворимый в воде гидрокарбонат кальция, диоксида углерода, обычно происходящего с падением давления, связанного с выходом подземных вод на поверхность, ассимиляцией растениями или диффузией в атмосферу из-за интенсивного движения воды. В результате происходит химическая реакция, в которой выделяется нерастворимый в воде карбонат кальция:
Ca(HCO3)2 → CaCO3 + H2O + CO2.
Травертин используется как строительный и облицовочный камень (также и для отделки внутренних помещений). Кроме того, применяется в сельском хозяйстве для известкования почвы.

## Отличительные признаки
Для известкового туфа характерны пористое строение, ноздреватость, небольшая твёрдость (не оставляет царапину на стекле), светлая окраска (белый, сероватый, желтоватый, бурый), реакция при действии разбавленной соляной кислоты. Отличается малой плотностью (от 1800 до 2500 кг/м³).
Известковый туф можно спутать с известняком. Единственное визуальное отличие — строение у известкового туфа ноздреватое, а у известняка — плотное.

## Месторождения

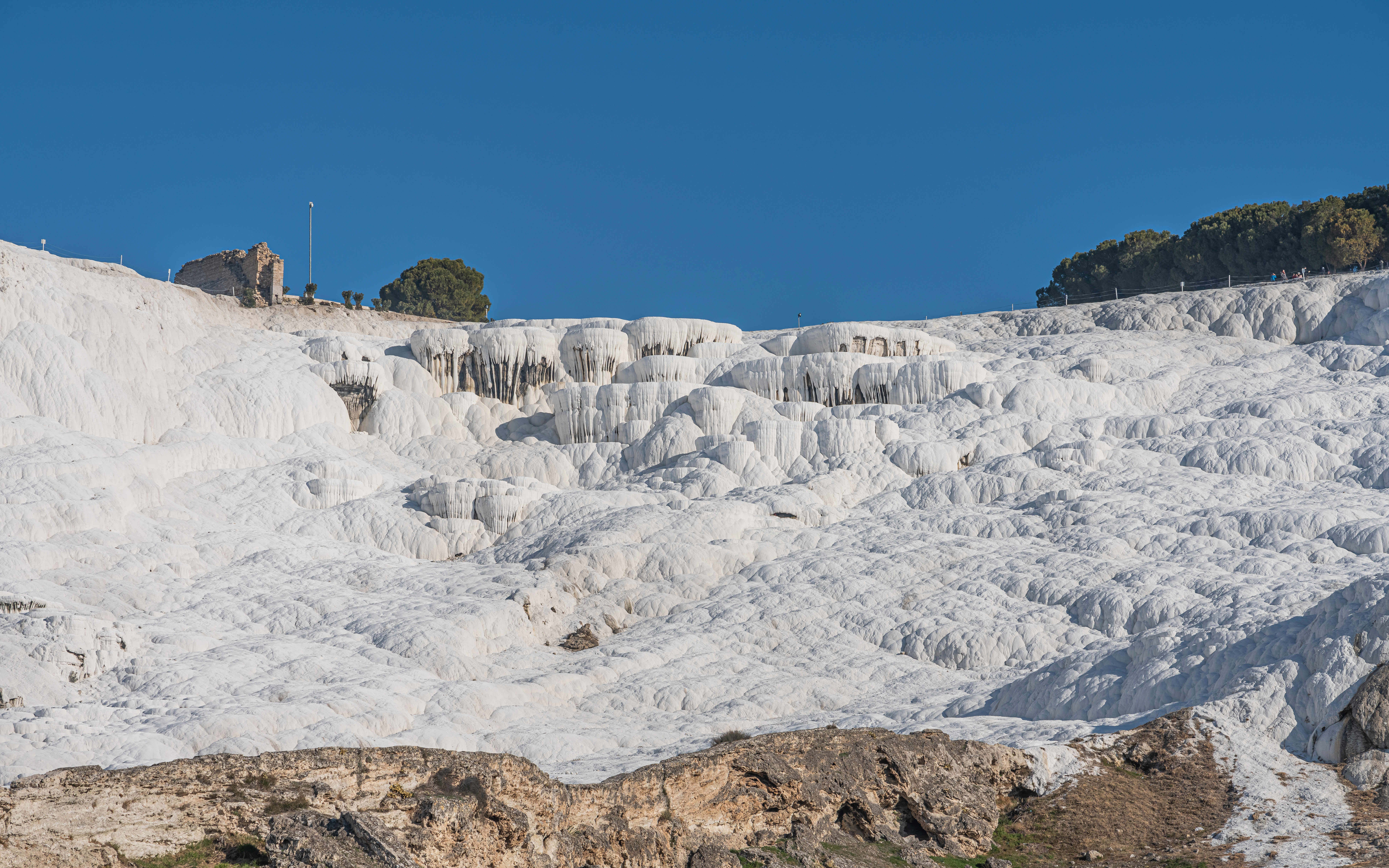
Травертиновые сталактиты Памуккале в Турции

В СССР в период до 1986 года основная добыча травертинов производилась на Шахтахтинском месторождении в Азербайджанской ССР. В течение двенадцатой пятилетки (1986—1990) разведаны и введены в эксплуатацию новые месторождения — Бузговское в АзССР, Артавазское в Армении. Промышленные запасы Бузговского и Артавазского месторождений, утверждённые в установленном порядке ГКЗ СССР, обеспечивали строительство крупных механизированных карьеров.
Значительный интерес представлял травертиноподобный известняк, выявленный в районе Намангана (Узбекская ССР). Месторождение находится на границе Узбекистана и Киргизии. Осваивалась часть месторождения, расположенная на территории Узбекской ССР.
Хорошими декоративными свойствами характеризуется рифовый известняк Белинского месторождения в Крыму. Залегающий в форме разрозненных тел — рифов различных размеров от первых десятков до сотни метров, он в силу ограниченности запасов не обеспечивает строительство крупного карьера, но вполне удовлетворяет потребность Крыма и частично вывозится за его пределы. Камень характеризуется достаточными декоративными свойствами и дешевизной.
С 1979 года в УССР в небольшом количестве разрабатывались два месторождения травертина.
В России залежи травертина имеются в районе города Пятигорска, в Ленинградской области (Гатчинский район, Пудость) и на Камчатке. 
Крупные залежи травертина имеются в Италии в городе Тиволи близ Рима.
В Германии практическое значение имеет травертин из Каннштатта (около Штутгарта).
Памуккале в Турции — травертиновые отложения на склоне горы — объект Всемирного наследия ЮНЕСКО.
Широко известны известковые туфы Закавказья (Армения, Азербайджан).
В Киргизии имеется месторождение травертина Жалпакташ (Узгенский район). Имеются месторождения и в Таджикистане.

## Примеры использования

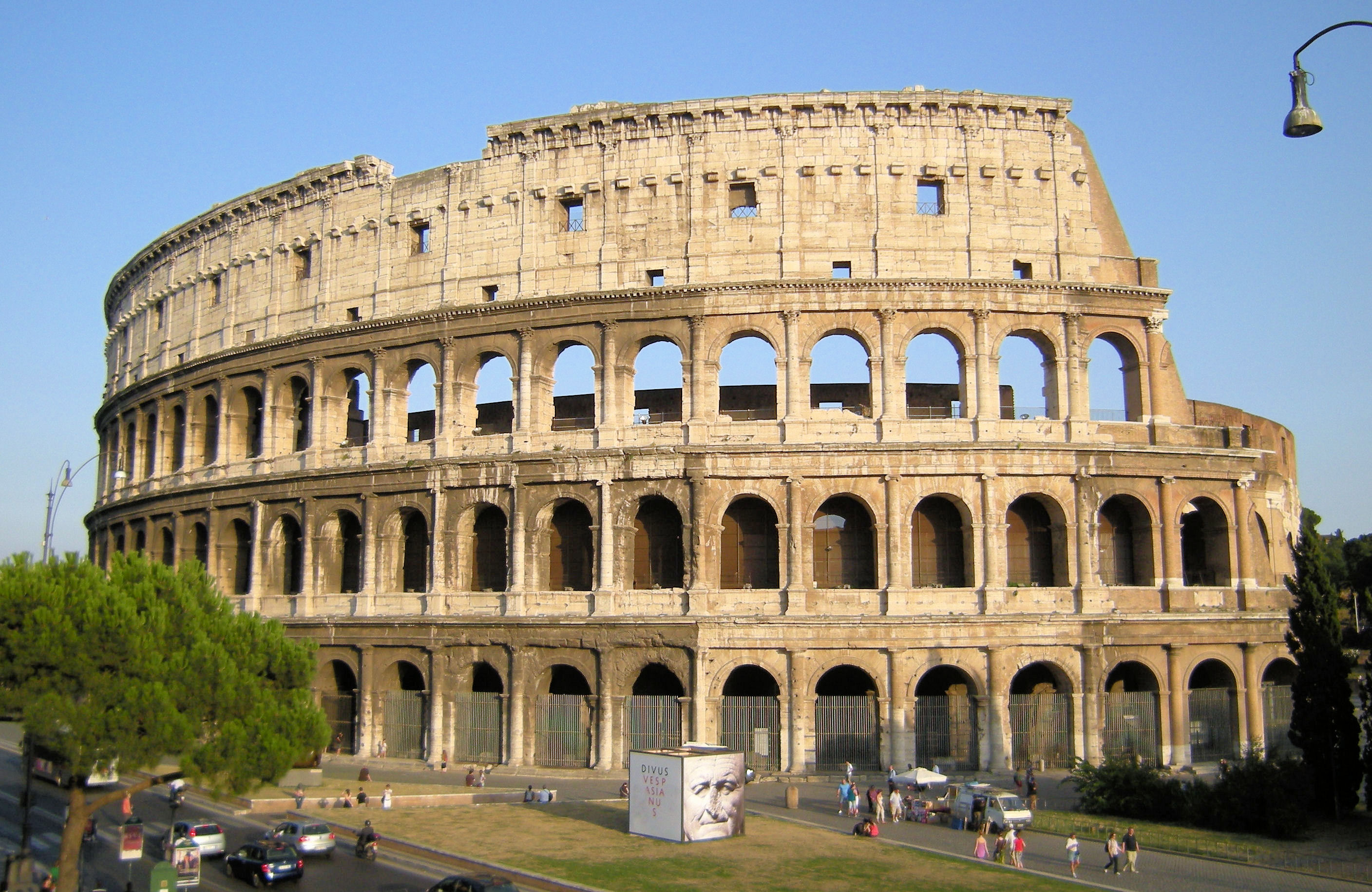
Колизей в Риме. Травертин придаёт постройке желтоватый цвет

Самое большое строение, при строительстве которого использовался травертин, — Колизей. При его строительстве использовался слегка полосчатый светло-жёлтый римский травертин из Сабинских гор. Он же использовался и при строительстве Собора святого Петра в Ватикане.
В СССР травертины добывались в значительных объёмах и использовались для облицовки зданий Москвы, Киева (Дом профсоюзов), Севастополя и многих других городов СССР.
В России одним из самых старых зданий, в строительстве которого был использован травертин, является Южный вокзал Калининграда, а также прилегающие к нему здания почтовых служб. Травертином отделаны станции метро «Выборгская» и Озерки в Санкт-Петербурге, центральная мечеть Грозного «Сердце Чечни», а также школы хафизов Грозного, Урус-Мартана, Гудермеса и другие религиозные объекты Чеченской Республики. Травертином отделан новый стадион в Краснодаре для ФК Краснодар вместимостью 34 350 человек, строительство которого закончили в 2016 году.
Из-за неустойчивости к воздействию газов (дымовых, топливных, выхлопных) травертин более уместен, как декоративный материал в архитектуре интерьеров. Травертин применяется в виде плиток, всегда имеющих ноздреватую поверхность, как облицовочный камень для покрытия полов и террас.
Распространена искусственная имитация травертина. Искусственный травертин такой же по цвету и пористости, но по составу сильно различается. Его делают из окрашенного цемента, поэтому он более устойчив к атмосферным воздействиям.